# فيجن أو إس
فيجن أو إس (بالإنجليزية: visionOS)‏ هو نظام تشغيل للواقع الهجين مشتق أساسًا من إطارات عمل آي أو إس الأساسية، وإطارات مخصصة للواقع الهجين تتعلق بالعرض المركزي والتفاعل في الوقت الحقيقي. تم تطويره بواسطة أبل حصريًا لسماعات الواقع الهجين أبل فيجن برو. أعلنت أبل عنه في 5 يونيو 2023 في مؤتمر أبل العالمي للمطورين جنبًا إلى جنب مع الكشف عن أبل فيجن برو. تم إصدار البرنامج في 2 فبراير 2024، مدمج مع أبل فيجن برو.

## تاريخ الإصدارات
|  | الإصدار السابق |  | الإصدار الحالي |  | الإصدار التجريبي الحالي |

| رقم الإصدار  | الإصدار  | تاريخ الإصدار  | سمات |
| ------------ | -------- | -------------- | --- |
| 1.0          | 21N307   | الإصدار الأول  | الإصدار الأول على فيجن أو إس. - واجهة مستخدم ثلاثية الأبعاد - وضع النافذة وإدارتها - التفاعل مع تتبع العين وإيماءات اليد                                                                               |
| 1.0.1        | 21N311   | 23 يناير 2024  | إصلاحات الأخطاء الطفيفة |
| 1.0.2        | 21N323   | 31 يناير 2024  | تصحيح ثغرة WebKit التي يمكن استغلالها، مما يؤدي إلى تنفيذ تعليمات برمجية عشوائية |
| 1.0.3        | 21N333   | 12 فبراير 2024 | تم إصلاح الأخطاء وإضافة خيار لإعادة ضبط الجهاز في حالة نسيان رمز المرور |
| 1.1 تجريبي 1 | 21O5181e | 6 فبراير 2024  | - يسمح للمستخدمين بالاقتراب من الكائنات الموجودة في الفضاء ثلاثي الأبعاد قبل أن تتلاشى - دعم إدارة الأجهزة للمؤسسات - تحديثات المظهر للأشخاص، مما يدفع المستخدمين إلى استعادة مظهرهم بعد تثبيت التحديث |
| 1.1 تجريبي 2 | 21O5188c | 13 فبراير 2024 | وثائق المطور |
| 1.1 تجريبي 3 | 21O5197a | 20 فبراير 2024 | وثائق المطور |